# Bilihra
Bilihra fou un zamindari sense renda al districte de Sagar (o Saugor) a les Províncies Centrals, format per 5 pobles amb una superfície de 4 km². Originalment el formaven 12 pobles i foren assignats pel peshwa maratha a un feudatari de nom Prithwi Pat amb renda suspesa; els seus descendents en van tenir la possessió sense problemes fins al 1818 quan va passar als britànics i 7 dels pobles foren annexionats i els altres 5 foren deixats als posseïdors lliures de renda i a perpetuïtat. La capital fou Bilihra amb 1.519 habitants el 1881.